# 78e cérémonie des Oscars
La 78e cérémonie des Oscars du cinéma, organisée par l'Academy of Motion Picture Arts and Sciences, s'est déroulée le  5 mars 2006 au Kodak Theatre de Hollywood, et a été présentée par Jon Stewart.
Le Secret de Brokeback Mountain, le film de Ang Lee est le plus nommé avec 8 nominations dont meilleur acteur, meilleur réalisateur et meilleur film mais il n'en a obtenu que 3, à égalité avec Collision (six nominations), Mémoires d'une geisha (six nominations) et King Kong (quatre nominations). Good Night and Good Luck de George Clooney est le grand perdant de la soirée avec 6 nominations et aucun oscar remporté.
Pour la deuxième année consécutive, la liste des nommés laisse peu de place aux « blockbusters » du box-office. Aucun des 5 prétendants au meilleur film de l'année n'appartient au top 40 des meilleures entrées de l'année et pour la première fois dans l'histoire des oscars, un film nommé dans la catégorie documentaire, La Marche de l'empereur, a fait plus d'entrées (77,4 millions de dollars) que tous les films nommés dans la catégorie « meilleur film ». En effet, fin janvier, Collisions, le mieux classé des nommés de l'année a rapporté 55,4 millions de dollars aux États-Unis ce qui le place à la 47e place des entrées de l'année 2005. Suivi de Le Secret de Brokeback Mountain à 51 millions de dollars (53e) et Munich à 40,1 millions de dollars (67e); Good Night and Good Luck (25,1 millions de dollars) et Truman Capote (15,3 millions de dollars). Dans le top 50 de l'année 2005 du box-office des États-Unis, seuls Collisions, Walk the Line (19e) et De l'ombre à la lumière (41e) ont été nommés dans les catégories principales (meilleur réalisateur, acteur ou scénario).
Pour la première fois depuis 5 ans, une majorité des films nommés pour le meilleur film sont (aux États-Unis) interdits aux moins de 17 ans non accompagnés.
Les nominations ont été annoncées le mardi 31 janvier 2006 par le président de l'académie Sid Ganis et l'actrice Mira Sorvino.

## Présentateurs et intervenants
- Jessica Alba
- Jennifer Aniston
- Sandra Bullock
- Steve Carell
- Clint Eastwood
- Will Ferrell
- Jamie Foxx
- Morgan Freeman
- Tom Hanks
- Terrence Howard
- Nicole Kidman
- Queen Latifah
- Ludacris
- Rachel McAdams
- Keanu Reeves
- Will Smith
- Meryl Streep
- Hilary Swank
- Luke Wilson
- Owen Wilson

## Palmarès
Les lauréats sont indiqués ci-dessous en premier de chaque catégorie et en gras.

### Meilleur film
- Collision (Crash) – Paul Haggis, Cathy Schulman
  - Le Secret de Brokeback Mountain (Brokeback Mountain) – James Schamus, Diana Ossana
  - Truman Capote (Capote) – William Vince, Michael Ohoven, Caroline Baron
  - Good Night and Good Luck – Grant Heslov
  - Munich – Steven Spielberg, Kathleen Kennedy, Barry Mendel

### Meilleur réalisateur
- Ang Lee pour Le Secret de Brokeback Mountain (Brokeback Mountain)
  - George Clooney pour Good Night and Good Luck
  - Paul Haggis pour Collision (Crash)
  - Bennett Miller pour Truman Capote (Capote)
  - Steven Spielberg pour Munich

### Meilleur acteur
- Philip Seymour Hoffman pour le rôle de Truman Capote dans Truman Capote (Capote)
  - Terrence Howard pour le rôle de DJay dans Hustle et Flow (Hustle and Flow)
  - Heath Ledger pour le rôle d'Ennis del Mar dans Le Secret de Brokeback Mountain (Brokeback Mountain)
  - Joaquin Phoenix pour le rôle de Johnny Cash dans Walk the Line
  - David Strathairn pour le rôle de Edward R. Murrow dans Good Night and Good Luck

### Meilleure actrice
- Reese Witherspoon pour le rôle de June Carter Cash dans Walk the Line 
  - Judi Dench pour le rôle de Laura Henderson dans Madame Henderson présente (Mrs. Henderson Presents)
  - Felicity Huffman pour le rôle de Bree dans Transamerica
  - Keira Knightley pour le rôle d'Elizabeth Bennet dans Orgueil et Préjugés (Pride & Prejudice)
  - Charlize Theron pour le rôle de Josey Aimes dans L'Affaire Josey Aimes (North Country)

### Meilleur acteur dans un second rôle
- George Clooney pour le rôle de Bob Barnes dans Syriana
  - Matt Dillon pour le rôle de l'officier Ryan dans Collision (Crash)
  - Paul Giamatti pour le rôle de Joe Gould dans De l'ombre à la lumière (Cinderella Man)
  - Jake Gyllenhaal pour le rôle de Jack Twist dans Le Secret de Brokeback Mountain (Brokeback Mountain)
  - William Hurt pour le rôle de Richie Cusack dans A History of Violence

### Meilleure actrice dans un second rôle
- Rachel Weisz pour le rôle de Tessa Quayle dans The Constant Gardener
  - Amy Adams pour le rôle d'Ashley Johnsten dans Junebug
  - Catherine Keener pour le rôle de Nelle Harper Lee dans Truman Capote (Capote)
  - Frances McDormand pour le rôle de Glory dans L'Affaire Josey Aimes (North Country)
  - Michelle Williams pour le rôle d'Alma del Mar dans Le Secret de Brokeback Mountain (Brokeback Mountain)

### Meilleur scénario original
- Collision (Crash) – Paul Haggis et Bobby Moresco
  - Les Berkman se séparent (The Squid and the Whale) – Noah Baumbach
  - Good Night and Good Luck – George Clooney et Grant Heslov
  - Match Point – Woody Allen
  - Syriana – Stephen Gaghan

### Meilleur scénario adapté
- Le Secret de Brokeback Mountain (Brokeback Mountain) – Larry McMurtry et Diana Ossana, d'après la nouvelle Brokeback Mountain d'Annie Proulx
  - Truman Capote (Capote) – Dan Futterman, d'après le livre Capote de Gerald Clarke
  - The Constant Gardener – Jeffrey Caine (en), d'après le roman La Constance du jardinier de John le Carré
  - A History of Violence – Josh Olson, d'après le roman graphique A History of Violence de John Wagner et Vince Locke
  - Munich – Tony Kushner et Eric Roth, d'après le livre Vengeance: The True Story of an Israeli Counter-Terrorist Team de George Jonas

### Meilleurs décors
- Mémoires d'une geisha (Memoirs of a Geisha) – John Myhre (direction artistique), Gretchen Rau (décors)
  - Good Night and Good Luck – Jim Bissell (direction artistique), Jan Pascale (décors)
  - Harry Potter et la Coupe de feu (Harry Potter and the Goblet of Fire) – Stuart Craig (direction artistique), Stephenie McMillan (décors)
  - King Kong – Grant Major (direction artistique), Dan Hennah et Simon Bright (décors)
  - Orgueil et Préjugés (Pride & Prejudice) – Sarah Greenwood (direction artistique), Katie Spencer (décors)

### Meilleurs costumes
- Mémoires d'une geisha (Memoirs of a Geisha) – Colleen Atwood
  - Charlie et la Chocolaterie (Charlie and the Chocolate Factory) – Gabriella Pescucci
  - Madame Henderson présente (Mrs. Henderson Presents) – Sandy Powell
  - Orgueil et Préjugés (Pride & Prejudice) – Jacqueline Durran
  - Walk the Line – Arianne Phillips

### Meilleur maquillage
- Le Monde de Narnia : Le Lion, la Sorcière blanche et l'Armoire magique (The Chronicles of Narnia: The Lion, the Witch and the Wardrobe)
  - De l'ombre à la lumière (Cinderella Man)
  - Star Wars, épisode III : La Revanche des Sith (Star Wars, Episode III: Revenge of the Sith)

### Meilleure photographie
- Mémoires d'une geisha (Memoirs of a Geisha) – Dion Beebe
  - Batman Begins – Wally Pfister
  - Le Secret de Brokeback Mountain (Brokeback Mountain]) – Rodrigo Prieto
  - Good Night and Good Luck – Robert Elswit
  - Le Nouveau Monde (The New World) ) – Emmanuel Lubezki

### Meilleur montage
- Collision (Crash) – Hughes Winborne
  - De l'ombre à la lumière (Cinderella Man) – Mike Hill et Dan Hanley
  - The Constant Gardener – Claire Simpson
  - Munich – Michael Kahn
  - Walk the Line – Michael McCusker (en)

### Meilleur montage de son
- King Kong – Mike Hopkins et Ethan Van der Ryn
  - La Guerre des mondes (War of the Worlds) – Richard King
  - Mémoires d'une geisha (Memoirs of a Geisha) – Wylie Stateman

### Meilleur mixage de son
- King Kong – Christopher Boyes, Michael Semanick, Michael Hedges et Hammond Peek
  - La Guerre des mondes (War of the Worlds) – Anne Behlmer, Ronald Judkins et Andy Nelson
  - Mémoires d'une geisha (Memoirs of a Geisha) – Kevin O'Connell, Greg P. Russell (en), Rick Kline et John Pritchett
  - Le Monde de Narnia : Le Lion, la Sorcière blanche et l'Armoire magique (The Chronicles of Narnia: The Lion, the Witch and the Wardrobe) – Tony Johnson, Terry Porter et Dean A. Zupancic
  - Walk the Line – Paul Massey, Doug Hemphill et Peter F Kurland

### Meilleurs effets visuels
- King Kong
  - La Guerre des mondes (War of the Worlds) – Randal M. Dutra, Pablo Helman, Dennis Muren et Daniel Sudick
  - Le Monde de Narnia : Le Lion, la Sorcière blanche et l'Armoire magique (The Chronicles of Narnia: The Lion, the Witch and the Wardrobe) – Jim Berney, Scott Farrar, Bill Westenhofer et Dean Wright

### Meilleure chanson originale
- "It's Hard Out Here for a Pimp" – Hustle et Flow (Hustle & Flow)
  - "In the Deep" – Collision (Crash)
  - "Travelin' Thru" – Transamerica

### Meilleure musique de film
- Le Secret de Brokeback Mountain (Brokeback Mountain) – Gustavo Santaolalla
  - Mémoires d'une geisha (Memoirs of a Geisha) – John Williams
  - The Constant Gardener – Alberto Iglesias
  - Orgueil et Préjugés (Pride & Prejudice) – Dario Marianelli
  - Munich – John Williams

### Meilleur film étranger
- Mon nom est Tsotsi (Tsotsi) de Gavin Hood •  Afrique du Sud (en afrikaans, zoulou, xhosa et anglais)
  - La Bête dans le cœur (La bestia nel cuore)  de Cristina Comencini •  Italie (en italien)
  - Joyeux Noël de Christian Carion •  Allemagne/ France/ Royaume-Uni (en allemand et français)
  - Paradise Now de Hany Abu-Assad •  Palestine (en arabe, hébreu et anglais)
  - Sophie Scholl - les derniers jours (Sophie Scholl – Die letzten Tage) de Marc Rothemund •  Allemagne (en allemand)

### Meilleur film d'animation
- Wallace et Gromit : Le Mystère du lapin-garou (Wallace & Gromit: The Curse of the Were-Rabbit)
  - Le Château ambulant (ハウルの動く城)
  - Les Noces funèbres (Corpse Bride)

### Meilleur film documentaire
- La Marche de l'empereur
  - Le Cauchemar de Darwin
  - Enron: The Smartest Guys in the Room
  - Murderball
  - Street Fight

### Meilleur court métrage (prises de vues réelles)
- Six Shooter
  - Ausreißer (The Runaway)
  - Cashback
  - The Last Farm
  - Our Time is Up

### Meilleur court métrage (documentaire)
- A Note of Triumph: The Golden Age of Norman Corwin
  - The Death of Kevin Carter: Casualty of the Bang Bang Club
  - God Sleeps in Rwanda
  - The Mushroom Club

### Meilleur court métrage (animation)
- The Moon and the Son: An Imagined Conversation
  - Badgered
  - Les Mystérieuses Explorations géographiques de Jasper Morello (The Mysterious Geographic Explorations of Jasper Morello)
  - 9
  - One Man Band

### Oscar d'honneur
- Robert Altman

## Statistiques

### Nominations multiples
- 8 : Le Secret de Brokeback Mountain
- 6 : Collision, Good Night and Good Luck, Mémoires d'une geisha
- 5 : Truman Capote, Munich, Walk the Line
- 4 : King Kong, Orgueil et Préjugés, The Constant Gardener
- 3 : De l'ombre à la lumière, Le Monde de Narnia : Le Lion, la Sorcière blanche et l'Armoire magique, La Guerre des mondes
- 2 : A History of Violence, Hustle et Flow, Madame Henderson présente, L'Affaire Josey Aimes, Syriana, Transamerica

### Récompenses multiples
- 3 / 8 : Le Secret de Brokeback Mountain
- 3 / 6 : Collision
- 3 / 6 : Mémoires d'une geisha
- 3 / 4 : King Kong

### Les grands perdants
- 1 / 5 : Truman Capote
- 1 / 5 : Walk the Line
- 1 / 4 : The Constant Gardener
- 1 / 3 : Le Monde de Narnia : Le Lion, la Sorcière blanche et l'Armoire magique
- 1 / 2 : Syriana
- 0 / 5 : Munich
- 0 / 5 : Good Night and Good Luck
- 0 / 4 : Orgueil et Préjugés
- 0 / 3 : De l'ombre à la lumière
- 0 / 3 : La Guerre des mondes